# Воля-Пшибиславська
Воля-Пшибиславська (пол. Wola Przybysławska) — село в Польщі, у гміні Ґарбув Люблінського повіту Люблінського воєводства.
Населення — 1411 осіб (2011).

## Демографія
Демографічна структура станом на 31 березня 2011 року:
|          | Загалом | Допрацездатний вік | Працездатний вік | Постпрацездатний вік |
| -------- | ------- | ------------------ | ---------------- | -------------------- |
| Чоловіки | 700     | 167                | 460              | 73                   |
| Жінки    | 711     | 148                | 394              | 169                  |
| Разом    | 1411    | 315                | 854              | 242                  |